# White Land
White Land es una localidad de Trinidad y Tobago, que forma parte de la región de Couva-Tabaquite-Talparo.

## Geografía
La localidad abarca parte de la isla Trinidad y limita al norte con Corosal, al sur con Eccles Village, al este con Riversdale y al oeste con Corosal y Eccles Village.

## Demografía
Datos demográficos de la localidad de White Land:
| Gráfica de evolución demográfica de White Land entre 2000 y 2011 |
|                                                                  |